# Grodzisko Gnieźninek
Grodzisko Gnieźninek (dawniej: Gnieźnienice, Gnieźnienek, niem. Schweden Schanze) – wczesnośredniowieczne grodzisko, pochodzące z okresu formowania się państwa polskiego (XI wiek), położone w Gnieźnie, na wzgórzu Gnieźninek (123 m n.p.m.), na terenie Parku Miejskiego im. Generała Władysława Andersa.

## Historia
Gnieźninek był jednym z trzech niewielkich grodzisk satelitarnych, tworzących system obronny grodu książęcego na Wzgórzu Lecha. Obiekt służył ochronie grodu centralnego od strony wschodniej i był spośród nich chronologicznie najmłodszy. Grodzisko posiadało bardzo dobre walory obronne – znajdowało się na wzniesieniu, na silnie zabagnionym terenie, dodatkowo ograniczonym od wschodu niewielką rzeką Srawą. Korzystne i strategicznie ważne położenie wzgórza Gnieźninek było już zresztą wykorzystywane na kilka wieków przed powstaniem obiektu, o czym świadczą odkryte pod wałem grodziska zabytkowe materiały datowane na VI-VII wiek. Gród wybudowano w XI wieku. W okresie swojego funkcjonowania pełnił funkcję obronną, obserwacyjną, a także rolę miejsca czasowego schronienia dla okolicznej ludności jednak prawdopodobnie nigdy nie pełnił stałej funkcji mieszkalnej, a wykorzystany był jedynie w okresie występowania potencjalnego zagrożenia. W 1038 roku został przypuszczalnie zniszczony podczas najazdu wojsk czeskich Brzetysława na Polskę. W XII wieku na skutek spalenia wału, gród ostatecznie przestał spełniać swą obronną funkcję, co mogło doprowadzić do jego upadku w następnym stuleciu. W następnych wiekach na terenie dawnego grodziska powstała niewielka osada – Łagiewniki. Jej mieszkańcy trudnili się wytwarzaniem łagwi, czyli beczek. W późniejszym czasie obszar dawnego grodu ulegał stopniowej dewastacji, między innymi na skutek istniejącej w tym miejscu od XVII. wieku strzelnicy, nasadzeń związanych z tworzeniem parku czy robót ziemnych prowadzonych w trakcie budowy torów kolejowych biegnących do pobliskiej rzeźni.

## Opis

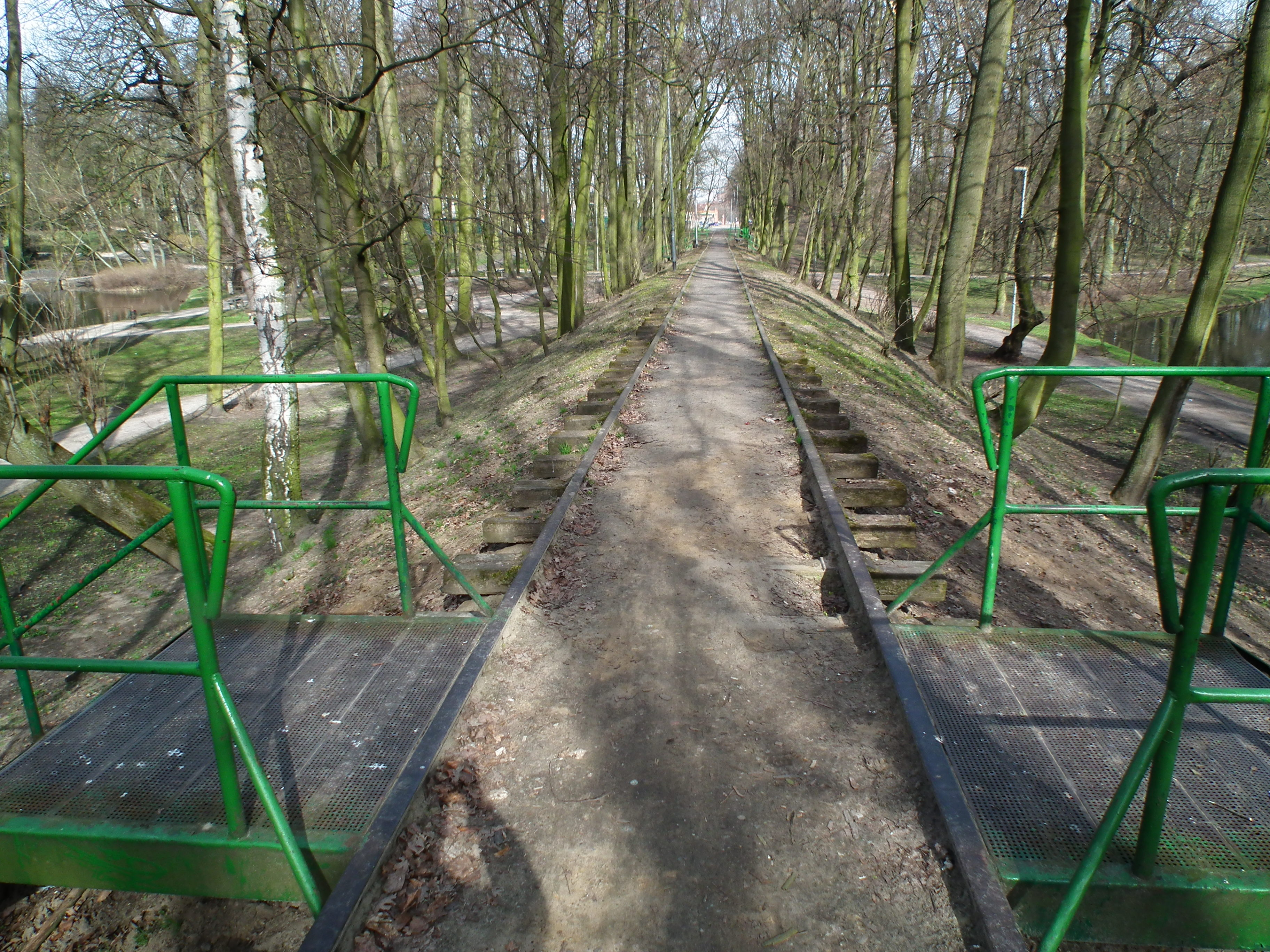
Nasyp kolejowy w pobliżu grodziska – widok współczesny

Gnieźninek był tzw. grodziskiem pierścieniowatym, stożkowatym, wybudowanym na planie owalu, zajmującym obszar około 0,4 hektara. Jego wymiary u podstawy wału wynosiły ok. 75 x 50 m, przy wielkości kotlinki wewnętrznej 35 x 25 metrów. Obecnie zachowane wały mają szerokość ok. 8 metrów. W centralnej części majdanu znajduje się wyniesienie o średnicy około 12 m, co może sugerować istnienie w tym miejscu w przeszłości wieży. Od strony północnej umocnienia grodziska zostały częściowo zniszczone przez budowę w 1971 r. strzelnicy LOK, natomiast od strony zachodniej o wał oparto nasyp przebiegającej tu, nieczynnej już, bocznicy kolejowej, prowadzącej do gnieźnieńskiej rzeźni.

## Badania archeologiczne
W latach 1971–1972 przeprowadzono pod kierownictwem dr Gabrieli Mikołajczyk i prof. Kazimierza Żurowskiego, ratownicze badania wykopaliskowe. Były one konieczne, gdyż pomimo oporu środowiska archeologicznego, obwałowania grodziska zostały częściowo zniszczone podczas robót ziemnych w czasie budowy strzelnicy. Na podstawie badań ustalono, że gród otaczał wał drewniano-ziemny o konstrukcji przekładkowej, szerokości ok. 5 m, wykonany z drewna dębowego przesypanego gliną z piaskiem, dodatkowo oblepiony gliną, który uległ zniszczeniu na skutek spalenia. Wał flankowała od zewnątrz niewielka fosa. Oprócz tego na miejscu wykopalisk odnaleziono pozostałości domostwa, przypuszczalnie spalonego podczas najazdu Brzetysława na Polskę z 1038 roku.

## Stan obecny
Obecnie pozostałości grodziska porośnięte są niezbyt gęstym drzewostanem. Obszar ten nie jest w żaden sposób oznakowany. Wstęp na teren obiektu jest nieograniczony.

## Oś czasu
- VI-VII wiek – pierwsze ślady osadnictwa[9].
- XI wiek – budowa grodziska[9].
- 1038 r. – najazd wojsk Brzetysława, zniszczenie obiektu[3].
- XII wiek – ponowne spalenie grodu[9].
- XIII wiek – upadek grodziska[15].
- XVII wiek – powstanie strzelnicy na terenie obiektu[3].
- 1895 r. – założenie parku miejskiego[3].
- 1907 r. – w miejscu dawnego grodu powstaje kort tenisowy[12].
- 1909 r. – budowa torów i nasypu kolejowego, opierającego się bezpośrednio o wały grodziska[12].
- 1971 r. – budowa strzelnicy LOK, dewastacja obiektu[12].
- 1971/1972 r. – badania archeologiczne[9].
- lata 80/90. XX wieku – dewastacja obiektu[12].
- XXI wiek – częściowe oczyszczenie terenu dawnego grodziska[12].

## Legenda
Lucjan Siemieński w swoim dziele pt. "Podania i legendy Polskie, Ruskie i Litewskie" opisał legendę o Pastuszku i Biesie.

„W pobliżu Gniezna są dwa szańce, czyli okopy; jeden z nich zowie się Gnieźninkiem i takie krąży o nim podanie:
Pasali na tym okopie wiejskie pastuchy swoje bydło; jeden z nich, sierota, upuścił raz czapkę aż w samą głębię rozpadliny znajdującej się na Gnieźninku. Postradawszy czapkę, zaczął niezmiernie płakać, tak że skruszył samego biesa, co w tej rozpadlinie zazwyczaj przesiadywał, aby móc jakie psoty ludziom wyrządzać. Bies, uniósłszy się hojnością, napełnił czapkę chłopca tynfami i wyrzucił mu ją na wierzch. Nuż sierota opowiadać o dobroci biesa; nuż pastuchy zbiegać się i rzucać czapki swoje, tak iż by prawie byli całą zarzucili jamę. Ale bies rozgniewany zaczął im wyrzucać czapki jedne po drugiej napełnione kamyczkami, suchym liściem lub czym gorszym jeszcze.” – Lucjan Siemieński

## Schweden Schanze

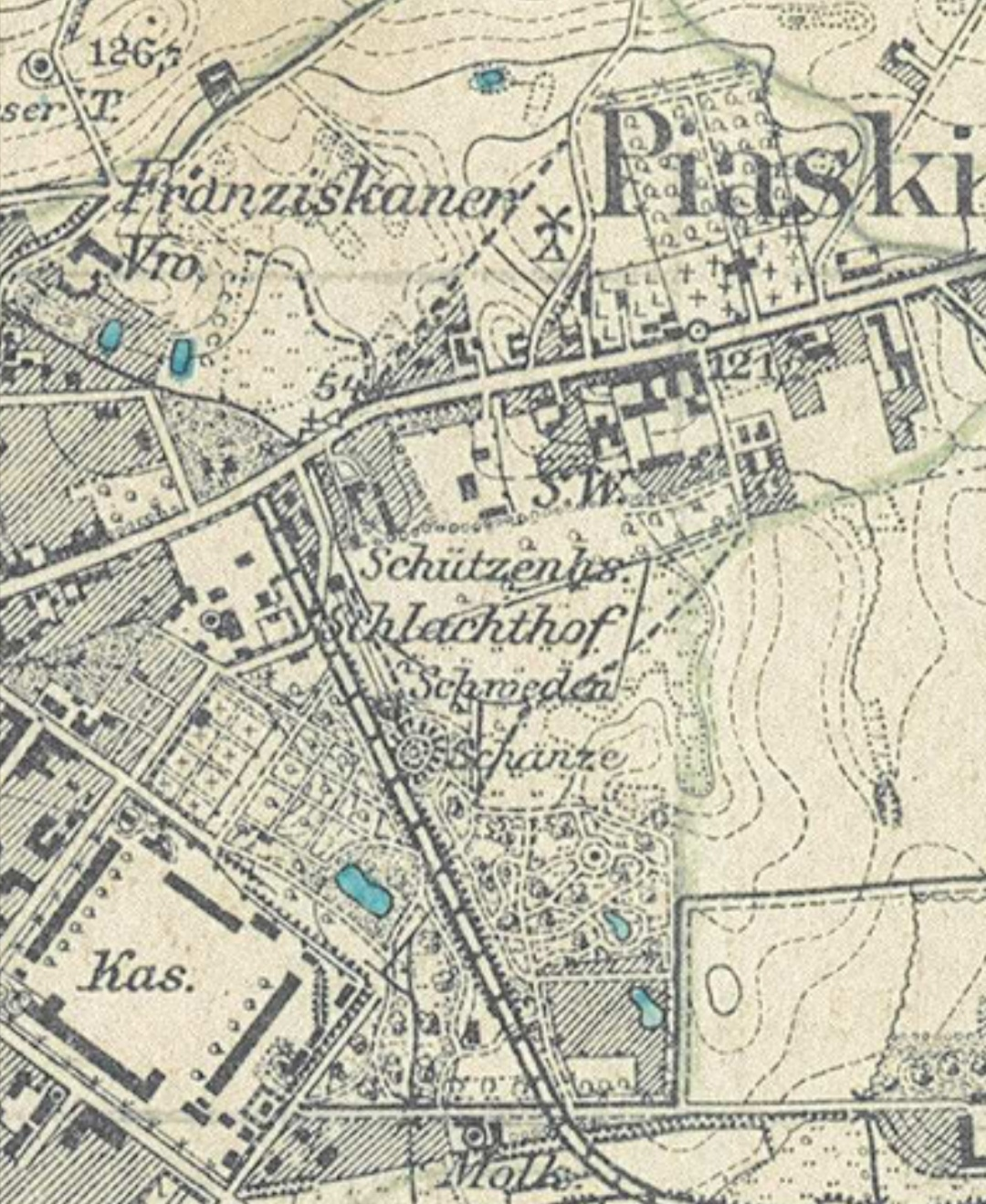
Fragment niemieckiej mapy z 1888 roku. Gnieźninek oznaczony, jako Schweden Schanze

Na niemieckich mapach z okresu pruskiego, obszar Gnieźninka oznaczano, jako Schweden Schanze, co można przetłumaczyć na język polski jako Szwedzkie Szańce. Z nazwą tą związana była lokalna legenda o rzekomej potyczce między wojskami polskimi a szwedzkimi, do której miało dojść w tym miejscu w czasie Potopu Szwedzkiego. Jest to mit, choć dość prawdopodobne wydaje się również to, że ze względu na korzystną lokalizację i pewne oddalenie od głównych zabudowań miejskich, mógł w tym miejscu stacjonować jakiś oddział wojsk szwedzkich. Należy jednak pamiętać, że nazwa Szwedzkie Szańce była szeroko rozpowszechniona w niemieckiej XIX. wiecznej kartografii i nosiło ją wiele miejsc w Polsce, niekoniecznie związanych z okresem Potopu Szwedzkiego.